# جیووانی سیلوا ده اولیویرا
جیووانی سیلوا ده اولیویرا (انگلیسی: Giovanni Silva de Oliveira؛ زادهٔ ۴ فوریهٔ ۱۹۷۲) یک بازیکن فوتبال اهل برزیل است.
وی سابقه بازی در تیم‌های مطرحی همچون سانتوس، بارسلونا، المپیاکوس و الهلال عربستان همچنین ۲۰ بازی ملی برای تیم ملی فوتبال برزیل دارد.

## افتخارات

### باشگاهی
رمو
- Campeonato Paraense برزیل(۱): ۱۹۹۳

بارسلونا
- لالیگا(۲): ۱۹۹۷–۹۸ ، ۱۹۹۸–۹۹
- کوپا دل ری(۲): ۱۹۹۶–۹۷ ، ۱۹۹۷–۹۸
- سوپر کاپ اسپانیا(۱): ۱۹۹۶
- جام برندگان جام اروپا(۱): ۱۹۹۶–۹۷
- سوپر کاپ اروپا(۱): ۱۹۹۷

المپیاکوس
- سوپر لیگ یونان(۵): ۱۹۹۹–۰۰ ، ۲۰۰۰–۰۱ ، ۲۰۰۱–۰۲ ، ۲۰۰۲–۰۳ ، ۲۰۰۴–۰۵
- جام حذفی یونان(۱): ۲۰۰۴–۰۵
- نایب قهرمانی جام حذفی یونان: ۲۰۰۰–۰۱ ، ۲۰۰۱–۰۲ ، ۲۰۰۳–۰۴

الهلال
- جام ولیعهد عربستان: ۲۰۰۶
- جام شاهزاده فیصل بن فهاد: ۲۰۰۶

سانتوس
- جام حذفی برزیل(۱): ۲۰۱۰
- جام پائولیستا برزیل(۲): ۲۰۰۶ ، ۲۰۱۰

### ملی
برزیل
- کوپا آمریکا(۱)
- نایب قهرمانی جام جهانی: ۱۹۹۸

### فردی
- بهترین بازیکن خارجی سوپر لیگ یونان: ۱۹۹۹–۰۰ ، ۲۰۰۳–۰۴
- آقای گل سوپر لیگ یونان: ۲۰۰۳–۰۴
- فهرست طلایی فوتبال یونان: دهه ۲۰۰۰–۲۰۱۰